# Mancus
 (janvier 2016).

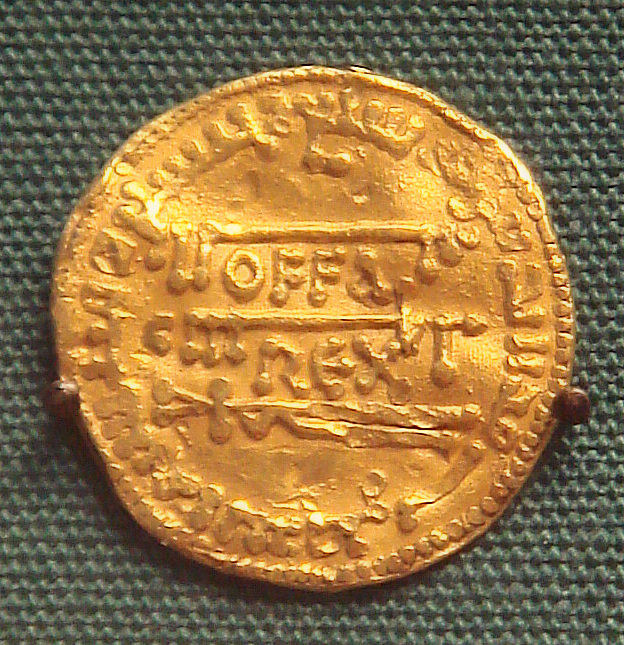
Un mancus d'or d'Offa roi de Mercie

Mancus (on rencontre parfois l'orthographe mancosus), était un terme en usage dans l'Europe du Haut Moyen Âge pour désigner soit une pièce d'or, soit une mesure d'or, ou encore une unité équivalant à trente deniers d'argent.
Il est très difficile de dégager une différence entre ces usages : un décret du souverain anglo-saxon Eadred, mort en 955, illustre bien ce problème par son contenu : « Que l'on prenne deux mille mancusii et qu'on les batte en mancusii » (nime man twentig hund mancusa goldes and gemynetige to mancusan).
L'origine du mot mancus a été longtemps débattue. On l'a fait dériver de l'adjectif latin mancus, « défectueux, faussé », le considérant comme une référence à la piètre qualité de l'or alors en circulation dans l'Italie du VIIIe siècle. Il est cependant rapidement apparu que les premières mentions de paiements effectués en mancusii, que l'on a pu dater des années 770 en Italie du Nord, se rapportent uniquement aux dinars d'or arabes. D'où une seconde théorie qui fait dériver mancus de l'arabe manq'ush, « frappé, battu », souvent employé dans un contexte numismatique.
Après son apparition en 770, l'usage du terme mancus se répandit rapidement en Italie centrale, puis atteignit l'Angleterre en 780, sans, curieusement, affecter la Gaule. Une lettre rédigée en 778 de la main du pape Léon III au roi Coenwulf de Mercie évoque une promesse faite en 786 par le roi Offa d'envoyer à Rome 365 mancusii par an. Ce terme atteignit sa plus grande diffusion entre les IXe et Xe siècles, et ne fut par la suite employé que dans des lieux et contextes très spécifiques.
Le nombre de pièces d'or originales en circulation dans l'Occident qui ont été appelées mancusii est difficile à estimer. En partie à cause de leur grande valeur, de telles pièces étaient moins susceptibles d'être perdues que d'autres. De plus, la rareté de l'or et le fait qu'il se trouvait la plupart du temps sous forme de lingots impliquaient que les pièces étaient souvent fondues pour être réutilisées. De fait, la plupart des pièces d'or écoulées dans l'ouest entre le VIIIe et XIIIe siècles furent frappées en petit nombre dans un but précis, et ne se retrouvaient pas sur les circuits d'échange avec autant de récurrence que les pièces d'argent.
Dans une majorité des cas, elles étaient sorties des mains d'autorités particulières comme un roi (Coenwulf de Mercie), un empereur (Louis le Pieux), ou même un métropolitain (Wigmund d'York). D'autre part, il arrivait qu'elles ne portent le nom d'aucun roi comme indication, mais bien plutôt celui de la cité productrice des monnaies (Chartres) ou du monnayeur lui-même (Pendred ou Cilhoard à Londres sous Offa). 
Quelques pièces d'or étaient frappées à partir de modèles d'argent. En sus de ces pièces d'or porteuses d'inscriptions caractéristiques en circulation dans l'ouest, on trouvait un certain nombre de véritables dinars arabes, ainsi que leurs imitations. Étrangement, plusieurs de ces copies de dinars – en comptant le fameux spécimen qui arbore le nom d'Offa de Mercie – sont basées sur des originaux frappées en l'an 774. La portée précise de celles-ci demeure incertaine : il est possible que des copies scrupuleuses d'une pièce de cette année-là aient eu une diffusion massive, ou que, pour une raison ou une autre, un nombre particulièrement important de dinars ait trouvé le chemin de l'Europe occidentale.
Étant donné que les échantillons qui nous sont parvenus des pièces d'or du Haut Moyen Âge ne représentent sans doute qu'une infime proportion du stock original, Avant le XIIIe siècle, les pièces d'or étaient des plus rares en Europe occidentale : en Angleterre, par exemple, on ne connaît que huit pièces d'or autochtones présentant des légendes caractéristiques pour la période allant de 650 à l'invasion normande de 1066. On ne dispose, pour la même période, que d'une demi-douzaine de dinars arabes et peut-être dix pièces d'or carolingiennes, originales ou imitations. La production régulière et substantielle de monnaie d'or ne reprit qu'au XIIIe siècle.

## Sources
- Blackburn, M. A. S., 'Gold in England During the "Age of Silver" (Eighth–Eleventh Centuries)', in The Silver Economy of the Viking Age [provisional title], ed. J. Graham-Campbell (2006, forthcoming), pp. 55–95
- Duplessy, J., 'La circulation des monnaies arabes en Europe occidentale du VIIIe au XIIIe siècle', Revue numismatique 5e série no. 18 (1956), 101–64
- Grierson, P., 'The Gold Solidus of Louis the Pious and its Imitations', Jaarboek voor Munt- en Penningkunde 38 (1951), 1–41; repr. in his Dark Age Economics (London, 1979), no. VII
- Grierson, P., 'L'Europe Carolingienne et les Arabes : le Mythe du Mancus', Revue belge de philologie et d'histoire 32 (1954), 1059-74
- Grierson, P., and M. A. S. Blackburn, Medieval European Coinage, volume 1: the Early Middle Ages (Fifth to Tenth Centuries) (Cambridge, 1986), pp. 326-31
- Ilish, L., 'Die imitativen solidi mancusi. "Arabische" Goldmünzen der Karolingerzeit’, in Fundamenta Historiae. Geschichte im Spiegel der Numismatik und ihrer Nachbarwissenschaften. Festschrift für Niklot Klüssendorf zum 60. Geburtstag am 10. Febrar 2004, ed. R. Cunz (Hannover, 2004), pp. 91–106
- Linder Welin, U. S., 'Some rare Samanid Dirhams and the Origin of the Word "Mancusus"', in Congresso internazionale de numismatica, Rome 1961, 2 vols. (Rome, 1965) II.499–508
- McCormick, M., Origins of the European Economy: Communications and Commerce AD 300-900 (Cambridge, 2001), ch. 11